# Mar de Paixão
Mar de Paixão é uma telenovela portuguesa produzida pela Plural Entertainment e exibida pela TVI entre 15 de março de 2010 e 19 de março de 2011, em 318 episódios substituindo Deixa que Te Leve e antecedendo Anjo Meu. O enredo foi escrito por Patrícia Müller e dirigido por António Borges Correia, Luís Justo, Gonçalo Mourão e Carlos Salgueiro.
Contou com Paula Lobo Antunes, Rogério Samora e José Carlos Pereira como protagonistas.
Foi reposta no canal TVI Ficção entre 24 de outubro de 2013 e 2 de agosto de 2014, em 243 episódios, substituindo Espírito Indomável e antecedendo Fascínios.
Foi novamente reposta na TVI Ficção entre 11 de maio de 2016 e 1 de março de 2017,  253 episódios, substituindo Meu Amor e antecedendo Flor do Mar.
Foi reposta nas madrugadas da TVI entre 11 de agosto de 2017 e 5 de janeiro de 2018, em 143 episódios, em substituição de Tempo de Viver e sendo substituída pela sua sucessora original, Anjo Meu.
Torna a ser reposta na TVI na faixa 00:00-01:00 a partir de 26 de agosto de 2019, devido ao término do reality-show Like Me, substituindo os seus diários. A partir de 25 de novembro de 2019, a sua reposição passa a ser feita nas madrugadas da TVI, terminando a 23 de setembro de 2020, sendo substituída por A Outra.

## Sinopse
Na história de Mar de Paixão, a atriz Paula Lobo Antunes, a protagonista, interpreta o papel de Benedita Veloso, uma jovem terceirense que, após a morte de seu pai, se dedica à pesca, seguindo-lhe os passos.
Num dia de tempestade em alto mar açoriano, já de regresso a casa, Benedita avista um pequeno veleiro destroçado, onde se encontra a bordo Eduardo Barbosa (José Carlos Pereira). Ela socorre-o e leva-o para o hospital de Angra do Heroísmo, salvando-lhe a vida. Carminho Vasconcelos (Sara Salgado), a noiva de Eduardo, apressa-se a viajar para a Terceira, para ver o seu amado.
Dias depois, a jovem regressa a Lisboa, com Eduardo já recuperado. Porém, sofre um aparatoso acidente de viação, acabando por morrer.
Entretanto, e na mesma altura, Benedita é hospitalizada na Terceira com problemas cardíacos graves, sendo transferida para Lisboa, onde é alvo de um transplante cardíaco.
Fernanda Vasconcelos (Maria José Paschoal), mãe de Carminho, autoriza a doação do coração da filha, mas não informa Miguel Vasconcelos (Rogério Samora), o pai de Carminho.
Este, por sua vez, não perdoa à mulher ter autorizado a doação do coração da filha sem o consultar, o que aliado aos problemas conjugais que já vinham do passado, culmina no divórcio do casal.
Benedita é operada com sucesso e instala-se na zona de Setúbal, onde Miguel vai construir um condomínio de luxo.
Eduardo, por seu lado, acaba por descobrir que Benedita foi a recetora do coração da ex-namorada e apaixona-se por ela. Por seu lado, a pescadora encanta-se por Miguel, que se sente atraído por ela.

## Elenco
- Rogério Samora † - Júlio Miguel Simões Vasconcelos (Protagonista)
- Paula Lobo Antunes - Benedita Veloso (Protagonista)
- José Carlos Pereira - Eduardo Barbosa (Protagonista)
- Sónia Brazão - Laura (Antagonista)
- Jorge Corrula - Martinho Vasconcelos (Antagonista)
- Júlio César - Guilherme Peixoto D'Almeida (Antagonista)
- Maria José Paschoal - Fernanda Vasconcelos (Coprotagonista)
- Almeno Gonçalves - Paulo Ribeiro (Coprotagonista)
- Helena Laureano - Ana Marta Cardoso (Coprotagonista)
- Marcantónio Del Carlo - Joaquim (Quim) Anunciação (Coprotagonista)
- Delfina Cruz † - Fátima (Fá) Veloso
- Mário Jacques † - Jorge Vasconcelos
- Pedro Giestas - António Mendes
- Pedro Teixeira - Duarte Vasconcelos
- Philippe Leroux - Teotónio Kendall
- Cristóvão Campos - Guilherme (Gué) Silva
- Jessica Athayde - Rosa Ribeiro
- Mafalda Pinto - Gabriela Moreira
- André Nunes - José Amarelo
- Marta Melro - Francisca Saint Martin/Francisco (Chico)
- Teresa Macedo - Maria Madalena Peixoto D'Almeida
- Nuno Janeiro - Rodrigo Cunha
- Paulo Vintém - Leonel Carreira
- Pedro Carvalho - Alexandre (Alex) Veloso
- Victória Guerra - Elsa Tavares
- Júlia Belard - Dalila Maria Ribeiro
- Augusto Portela - Filipe Esteves
- Lídia Muñoz - Luísa de Noronha
- Eunice Muñoz † no papel de Alice Simões

Participação especial:
- Sara Salgado -  Maria do Carmo (Carminho) Vasconcelos

Elenco infantil:
- Beatriz Costa - Margarida Ribeiro
- David Gomes - Nuno Rosado
- Filomena Ferreira

## Elenco adicional
- Afonso Gonçalves
- Ana Sofia Domingues
- Ana Sofia Gonçalves
- Álvaro Faria - Dr. João Carriço
- Cláudia Aguizo
- Dinarte Freitas - FF
- Duarte Vítor
- Elisabete Piecho
- Elsa Galvão - Cândida
- Gonçalo Portela - Inspector
- Glória Fernandes
- Gustavo Vargas - Inspector
- João Brás
- João Cabral - Inspector
- João Quiaios
- João Saboga
- Jorge Estreia
- Leonor Alcácer - Juíza
- Luís Barros
- Manuel Lourenço - Jorge (anos 70)
- Margarida Videira
- Mário Bomba - Pescador
- Miguel Damião - Zé Zarolho
- Mouzinho Larguinho
- Nuno Guerreiro - Inspector
- Pedro Rodil - Miguel (anos 70)
- Renato Godinho - Artur
- Rita Seguro - Regina
- Rúben Garcia
- Sara Gil
- Sérgio Moura Afonso
- Sofia Reis

## Audiências
No seu primeiro episódio, a trama atingiu 18,4% de audiência média e 47,2% de share. O último capítulo alcançou 14,6% de audiência média e 49,0% share. Os 318 episódios obtiveram 11,3% de audiência média e 36% de share.